# Damn I Wish I Was Your Lover
Damn I Wish I Was Your Lover is een nummer van de Amerikaanse zangeres Sophie B. Hawkins uit 1992. Het is de eerste single van haar debuutalbum Tongues and Tails.
Het nummer wordt beschreven vanuit een lesbische vrouw die verliefd is op een andere vrouw, die misbruikt wordt door haar man. Als debuutsingle leverde het nummer Hawkins in diverse landen een hit op. Zo bereikte het de 5e positie in de Amerikaanse Billboard Hot 100. In de Nederlandse Top 40 kwam het echter niet verder dan een bescheiden 32e positie.